# Drosophila involuta
Drosophila involuta är en tvåvingeart som beskrevs av Elmo Hardy 1965. Drosophila involuta ingår i släktet Drosophila och familjen daggflugor.
Artens utbredningsområde är Hawaii.